# Stade de Changchun
Le stade de Changchun (en chinois : 长春体育场) est le stade principal de Changchun, dans la province de Jilin en Chine.
Il a une capacité de 38 500 places.